# Dodek na froncie
Dodek na froncie (znany także jako Dymsza na wojnie) – czarno-biały polski film fabularny w reżyserii Michała Waszyńskiego z 1936 roku.
Napisy w filmie są w formie sprzed reformy ortografii polskiej, która nastąpiła w 1936 roku.

## Treść
Akcja toczy się  w czasie I wojny światowej. Dodek Wędzonka, były piłkarz, a obecnie żołnierz armii austriackiej zasypia przykrywszy się płaszczem rosyjskiego oficera. Tymczasem wojska rosyjskie rozpoczynają natarcie i zajmują austriackie pozycje. Rosjanie znajdują Dodka i uznają go, na podstawie naszywek na mundurze, za rosyjskiego oficera. Dodek nie wyprowadza ich z błędu i szybko wczuwa się w nową rolę. Jako „odbity” oficer-lekarz zostaje zakwaterowany w polskim dworze, gdzie leczy rannych i chorych żołnierzy. Równocześnie zaleca się do tamtejszych kobiet. W końcu zostaje zdemaskowany i uznany za szpiega, jednak ratuje go atak polskich legionistów, którzy przerywają front.

## Obsada
- Adolf Dymsza – Dodek Wędzonka vel porucznik Iwan Iwanow
- Helena Grossówna – pokojówka Zuzia
- Alicja Halama – dziedziczka Zofia Majewska, żona porucznika
- Mieczysław Cybulski – porucznik Jan Majewski
- Józef Orwid – Aleksy Pawłow, pułkownik armii carskiej
- Mieczysława Ćwiklińska – Jekaterina, żona pułkownika Pawłowa
- Michał Znicz – porucznik Duszkin
- Stefan Hnydziński – dieńszczyk porucznika Iwanowa
- Władysław Grabowski – wielki książę Władimir Pawłowicz
- Wacław Zdanowicz – kapitan, adiutant pułkownika Pawłowa
- Eugeniusz Koszutski – żołnierz rosyjski
- Jerzy Kobusz – żołnierz rosyjski grający w „salonowca”
- Józef Porębski – Szwarc, żołnierz armii austriackiej i kolega Wędzonki
- Chór Dana – chór żołnierzy rosyjskich
- Chór Siemionowa – chór cygański